# Jardins Lamianos
Jardins Lamianos ou Jardins de Lamia (em latim: Horti Lamiani) eram antigos jardins da época romana localizados no monte Esquilino de Roma, numa área que, grosso modo, corresponde à moderna Piazza Vittorio Emanuele II.

## Jardins da Roma Antiga
Em Roma, era costume chamar de horti (singular: hortus) as residências dotadas de um grande jardim (hortus significa "jardim") localizadas dentro da cidade, mas nos subúrbios. Os jardins eram lugares de lazer, onde era possível aproveitar o isolamento e a tranquilidade sem a necessidade de grandes viagens.
A parte mais importante dos horti era, sem dúvida, a vegetação, geralmente composta por folhagens espessas podadas em formas geométricas ou animais segundo os ditames da ars topiaria. Entre a vegetação ficavam pavilhões, pórticos de passeio com proteção contra o sol, fontes, termas, pequenos templos e estátuas, geralmente cópias romanas de originais gregos. O primeiro jardim foi o suntuoso Jardim de Lúculo, no monte Píncio, seguido logo depois pelo Jardim de Salústio.

## História
Citados pela primeira vez como sendo propriedade do cônsul em 3, Lúcio Élio Lamia, os jardins possivelmente passaram para o domínio imperial já na época Tibério (r. 14-37) antes de serem adquiridos por Calígula (r. 37-41), que construiu sua própria residência no local e ali permaneceu sepultado por um tempo depois de sua morte. Sabe-se também que os Jardins Lamianos eram vizinhos dos Jardins de Mecenas e que eles foram, na época de Cláudio, fundidos com os Jardins Maianos e colocados sob a administração de um funcionário específico (procurator hortorum Lamianorum et Maianorum). A villa se articulava cenograficamente em pavilhões e terraços aproveitando a altimetria do local e seguindo um modelo culturalmente hegemônico dos palácios de tradição helenística, harmonicamente inseridos na paisagem natural.

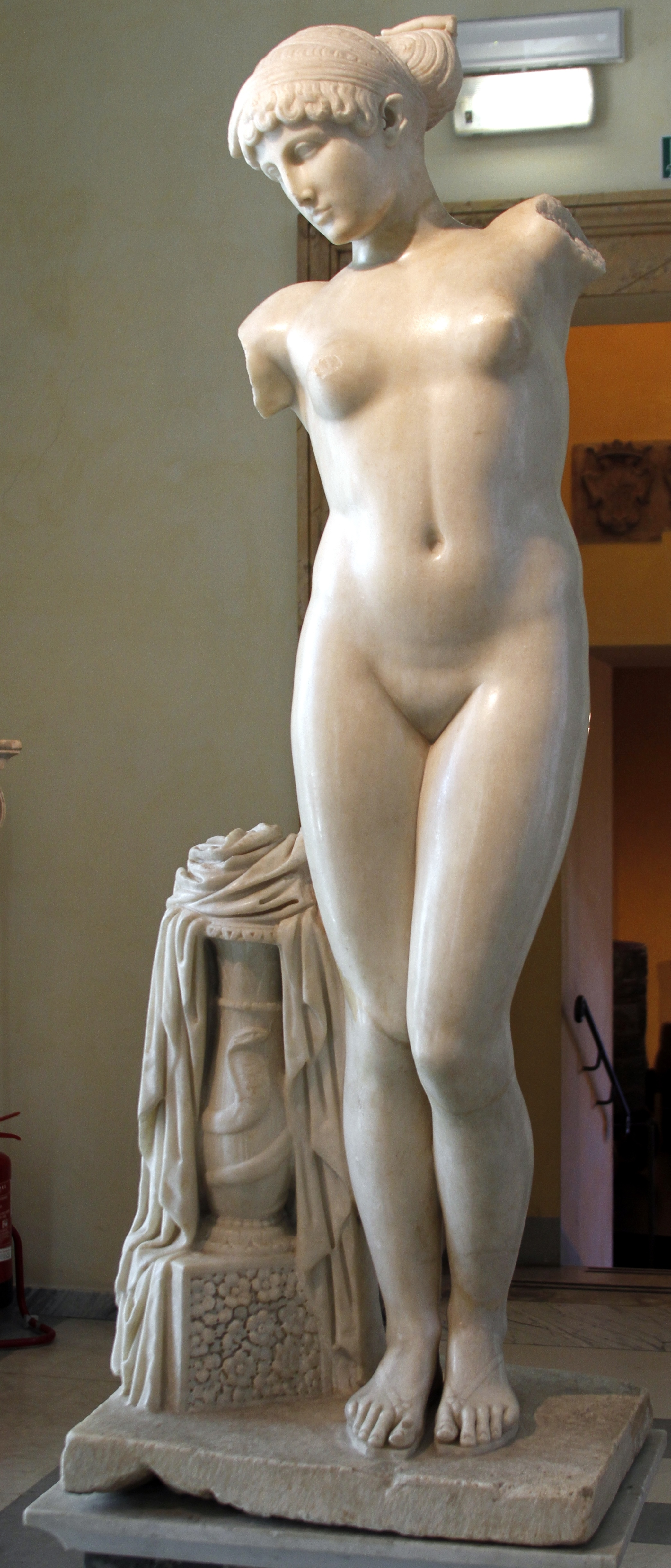
Vênus Esquilina, descoberta nos Jardins Lamianos.

A partir do século XVI, diversas importantes descobertas arqueológicas ocorreram no local, como Discóbolo Lancellotti (Museo Nazionale Romano) e as "Bodas Aldobrandinas" (Biblioteca Apostólica Vaticana). Contudo, a maior parte das descobertas ocorreram no final do século XIX durante as obras para criação do novo bairro do Esquilino, documentadas por Rodolfo Lanciani de forma fragmentada e apressada por causa da urgência na realização das obras.
As decorações do complexo imperial incluíam valiosos afrescos com pinturas de jardins, revestimentos arquitetônicos em crustae marmoreae realizados com uma refinada técnica de intársia de mármore colorido e paredes decoradas em bronze dourado com incrustações de gemas preciosas (idênticas às decorações no teto visíveis nos afrescos da Vila de Popeia em Oplontis).
Também foram descobertos no local importantes grupos escultórios, como a bem conhecida "Vênus Esquilina" com duas damas de companhia (ou musas) e o "Busto de Cômodo como Hércules" flanqueado por tritões marinhos (todas nos Museus Capitolinos). Outras importantes descobertas de esculturas relacionadas à residência imperial foram realizadas na região da Piazza Dante em 1907 durante a construção do Palazzo delle Poste (como o Ephedrismòs nos Museus Capitolinos, do século IV a.C. e proveniente de Tégea) e perto do complexo termal da via Ariosto (estátuas na Centrale Montemartini).
As extensivas escavações efetuadas em 2006-2007 sob a sede da ENPAM trouxeram à luz alguns setores até então desconhecidos dos Jardins Lamianos, perto de uma área na qual Lanciani havia documentado a existência de um longo criptopórtico descrito desta forma:
| “ | Vi uma galeria com setenta e nove metros de comprimento cujo pavimento era constituído pelas mais raras e caras variedades de alabastro e cujo teto era suportado por vinte e quatro colunas caneladas de mármore giallo antico assentadas sobre bases douradas. Vi outra sala, pavimentada com grandes lajes de olhos de pavão cujas paredes estavam cobertas por lajes de ardósia negra, decoradas com graciosos arabescos em folha de ouro. E vi finalmente uma terceira sala cujo pavimento era composto por segmentos de alabastro emoldurados por pasta de vidro verde. Nas paredes desta haviam, à toda volta, jatos de água distantes um metro um do outro, que deviam se cruzar de várias formas, com um extraordinário efeito de luz. Todas estas foram descobertas em novembro de 1875 | ” |
|   | — Rodolfo Lanciani, Fascino di Roma antica, p. 156. |   |

Desta decoração, testemunhada também nas fontes antigas, nada mais restou.
Além disto, mais obras relacionadas à residência imperial foram descobertas no decurso das escavações de modernização da Linha A do Metrô de Roma no quadrante meridional dos jardins da piazza Vittorio Emanuele II entre janeiro de 2005 e novembro de 2006. No setor de fato abaixo da sede da ENPAM se desenvolve em torno de um grande salão (400 m²) originalmente revestida por opus sectile e dotada de ambientes de serviço e de uma fonte (no Plano de Mármore se vê dois dos três ambientes anexos do salão principal). O complexo, referente a diversas fases de edificações, era dividido em terraços ajardinados contidos por muros em opus reticulatum, com um trecho de estrada pavimentada ligado à Via Labicana, provavelmente o limite da propriedade.
Este salão tem sido atribuído às intervenções do imperador Alexandre Severo (r. 222-235), testemunhadas no Esquilino também pela construção do "Troféu de Mário" (Nymphaeum Alexandri) e por algumas fístulas aquárias, que provam a existência de um complexo sob o domínio imperial nesta época no local. No decorrer das escavações foram recuperadas ainda centenas de fragmentos de reboco pintado, muito refinados, e de valiosos materiais decorativos da época da implantação da residência imperial. Este novo setor foi relacionado ao descoberto por Lanciani por causa dos elementos decorativos em mármore recuperados no local, idênticos aos descobertos nas escavações do século XIX e hoje conservados nos Museus Capitolinos. Os níveis mais antigos são da época da implantação da villa e, ainda mais antigos, da antiga Necrópole Esquilina, bem atestada nas fontes literárias antigas e, no século XX, nos estudos de Giovanni Pinza.